# Bosque da Princesa
Bosque da Princesa é um parque criado em 1868 no município de Pindamonhangaba. Conhecido antigamente como Largo do Porto, em razão do porto fluvial que lá havia, que foi desativado um ano depois, após a construção da Estrada de Ferro Central do Brasil (E.F.C.B.).
Neste bosque podem ser encontrados diversos exemplares de espécies vegetais de mata nativa, bem como de espécimes exóticas, sendo algumas delas espécimes trazidas do Jardim Botânico pelo Imperador D. Pedro II. Nessa época do Império, o bosque foi visitado pelo casal imperial Conde D'Eu e Princesa Isabel.[carece de fontes?]
Nos primeiros tempos, havia apenas caminhos e alamedas, mas na década de 1970, recebeu o parque infantil, banheiros masculino e feminino, três lagos com duas pontes, coreto e bancos simulando troncos de árvores.
Entre as várias espécies existentes no parque, há o Pau-Brasil, o Jambolão ou Jamelão, Tamarindo, palmeiras imperiais, Cajá-manga, Araçá,  e outras mais, além de uma mina d'água natural, que brota do terreno acima, onde está localizado o Museu Histórico Pedagógico Dom Pedro I e Dona Leopoldina. A mina forma três lagos, repletos de tilápias.

## História
Em 1952, de acordo com a Lei Municipal nº 113, o parque recebeu o título "Bosque da Princesa". Em 1970, passou por uma primeira remodelação, recebendo o parque infantil, banheiros masculino e feminino, três lagos com duas pontes, coreto e bancos simulando troncos de árvores, além de uma limpeza geral com poda e cortes de algumas árvores. Em 1978 foi criado o rancho do Bosque, um bar e restaurante, e também o serviço de passeio de barco. Anos depois transformou-se em casa noturna com bar e pista de dança, após algum tempo abrigou o departamento de Educação e Cultura, o Conselho Municipal de Turismo e o serviço de merenda escolar.
Em 1990 o Bosque foi novamente remodelado, com a participação do artesão Zé Monteiro e em 2007 passou por um programa de revitalização, contando com um trabalho de mapeamento das árvores existentes no local. Ao todo o Bosque conta com 669 árvores e 53 espécies mapeadas. Recebeu também nova iluminação, e melhoria de toda sua infraestrutura, passando então a ficar aberto até as 22h para visitação, prática de esportes, além de programas culturais como o "Domingo no Bosque","Luar no Bosque","Pescaria no Bosque" e apresentações musicais, capoeira, apresentação de bandas e uma feira de artesanato local.

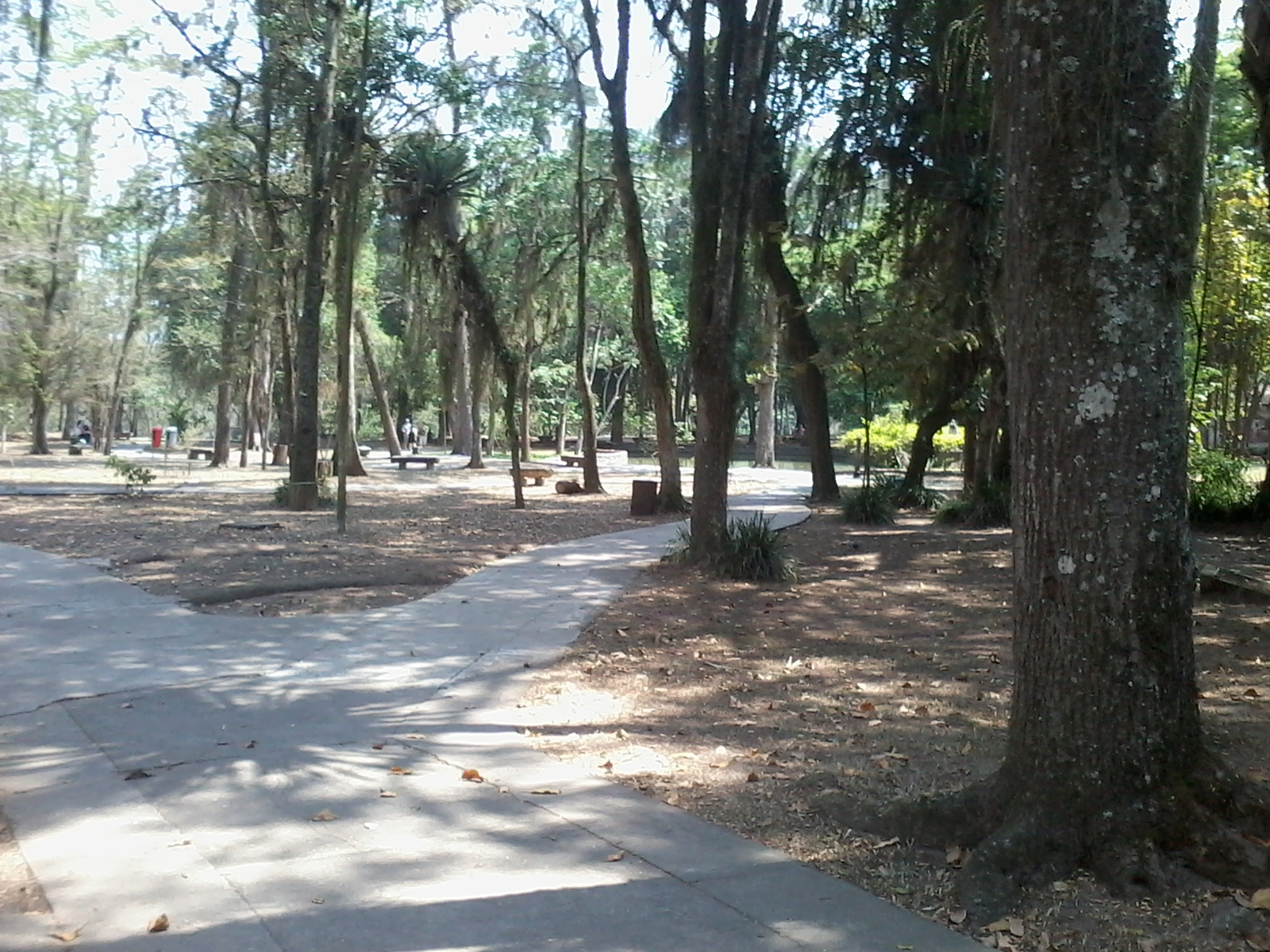
Pindamonhangaba - SP

O Bosque conta com uma biblioteca, considerada uma das melhores do Estado, com cerca de quarenta mil volumes.[carece de fontes?]